# فيليس شلافلي
فيليس شلافلي (بالإنجليزية: Phyllis Schlafly) (و. 1924 – 2016 م) هي مقدمة برامج إذاعية، ومحامية، وناشطة سياسية من الولايات المتحدة الأمريكية . ولدت في سانت لويس، ميزوري .
وهي عضوة في الحزب الجمهوري .
وهي عضوة في بنات الثورة الأميركية .
توفيت في لاديو، ميزوري .

## التعليم
تعلمت في كلية رادكليف، وجامعة هارفارد، وجامعة واشنطن في سانت لويس

## روابط خارجية
- فيليس شلافلي على موقع IMDb (الإنجليزية)
- فيليس شلافلي على موقع الموسوعة البريطانية (الإنجليزية)
- فيليس شلافلي على موقع إن إن دي بي (الإنجليزية)
- فيليس شلافلي على موقع ديسكوغز (الإنجليزية)
- فيليس شلافلي على موقع قاعدة بيانات الفيلم (الإنجليزية)